# Eliud Kipchoge
Eliud Kipchoge (Nandi megye, Kenya, 1984. november 5. –) kétszeres olimpiai bajnok és világbajnok kenyai hosszútávfutó.
Terepfutással és középtávfutással kezdte. 5000 m-en megnyerte a 2003-as atlétikai világbajnokságot, harmadik lett a 2004-es nyári olimpiai játékokon, második a 2007-es atlétikai világbajnokságon és a 2008-as nyári olimpiai játékokon.
2012-ben tért át az országúti futásra, előbb félmaratonnal, majd 2013-tól maratonfutó.
2018 szeptemberében a berlini maratonon új világcsúcsot (2:01:39) futott. 2019. október 12-én Bécsben, először a történelemben teljesítette a 2 óra alatti maratonfutást 1:59:40-es idővel. 2019-ben az év férfi atlétájának választotta a Nemzetközi Atlétikai Szövetség.
A 2020. évi nyári olimpiai játékokon megvédte címét maratoni futásban.

## Eredményei a maratoni távon
| Verseny                        | Helyezés | Idő     | Helyszín       | Időpont              | Megjegyzés                                      |
| ------------------------------ | -------- | ------- | -------------- | -------------------- | ----------------------------------------------- |
| 2013-as hamburgi maraton       | 1.       | 2:05:30 | Hamburg        | 2013. április 21.    | első maratonja, versenyrekord                   |
| 2013-as berlini maraton        | 2.       | 2:04:05 | Berlin         | 2013. szeptember 29. | győztes: Wilson Kipsang (2:03:23, világrekord)  |
| 2014-es rotterdami maraton     | 1.       | 2:05:00 | Rotterdam      | 2014. április 13.    |                                                 |
| 2014-es chicagói maraton       | 1.       | 2:04:11 | Chicago        | 2014. október 12.    |                                                 |
| 2015-ös londoni maraton        | 1.       | 2:04:42 | London         | 2015. április 26.    |                                                 |
| 2015-ös berlini maraton        | 1.       | 2:04:00 | Berlin         | 2015. szeptember 27. |                                                 |
| 2016-os londoni maraton        | 1.       | 2:03:05 | London         | 2016. április 24.    | versenyrekord, minden idők 3. legjobb eredménye |
| 2016-os nyári olimpiai játékok | 1.       | 2:08:44 | Rio de Janeiro | 2016. augusztus 21.  |                                                 |
| 2017-es berlini maraton        | 1.       | 2:03:32 | Berlin         | 2017. szeptember 24. |                                                 |
| 2018-as londoni maraton        | 1.       | 2:04:17 | London         | 2018. április 22.    |                                                 |
| 2018-as berlini maraton        | 1.       | 2:01:39 | Berlin         | 2018. szeptember 16. | világrekord                                     |
| 2022-es berlini maraton        | 1.       | 2:01:09 | Berlin         | 2022. szeptember 25. | világrekord                                     |
| 2023-as berlini maraton        | 1.       | 2:02:42 | Berlin         | 2023. szeptember 24. |                                                 |